# Gare de Hiratsuka
La gare de Hiratsuka (平塚駅, Hiratsuka-eki) est une gare ferroviaire située dans la ville de Hiratsuka, dans la préfecture de Kanagawa au Japon. Elle est exploitée par la JR East.

## Situation ferroviaire
La gare de Hiratsuka est située au point kilométrique (PK) 63,8 de la ligne principale Tōkaidō.

## Histoire
La gare a été inaugurée le 1er juillet 1887.

## Service des voyageurs

### Accès et accueil
La gare dispose d'un bâtiment voyageurs, avec guichet, ouvert tous les jours.

### Desserte
- Ligne principale Tōkaidō :

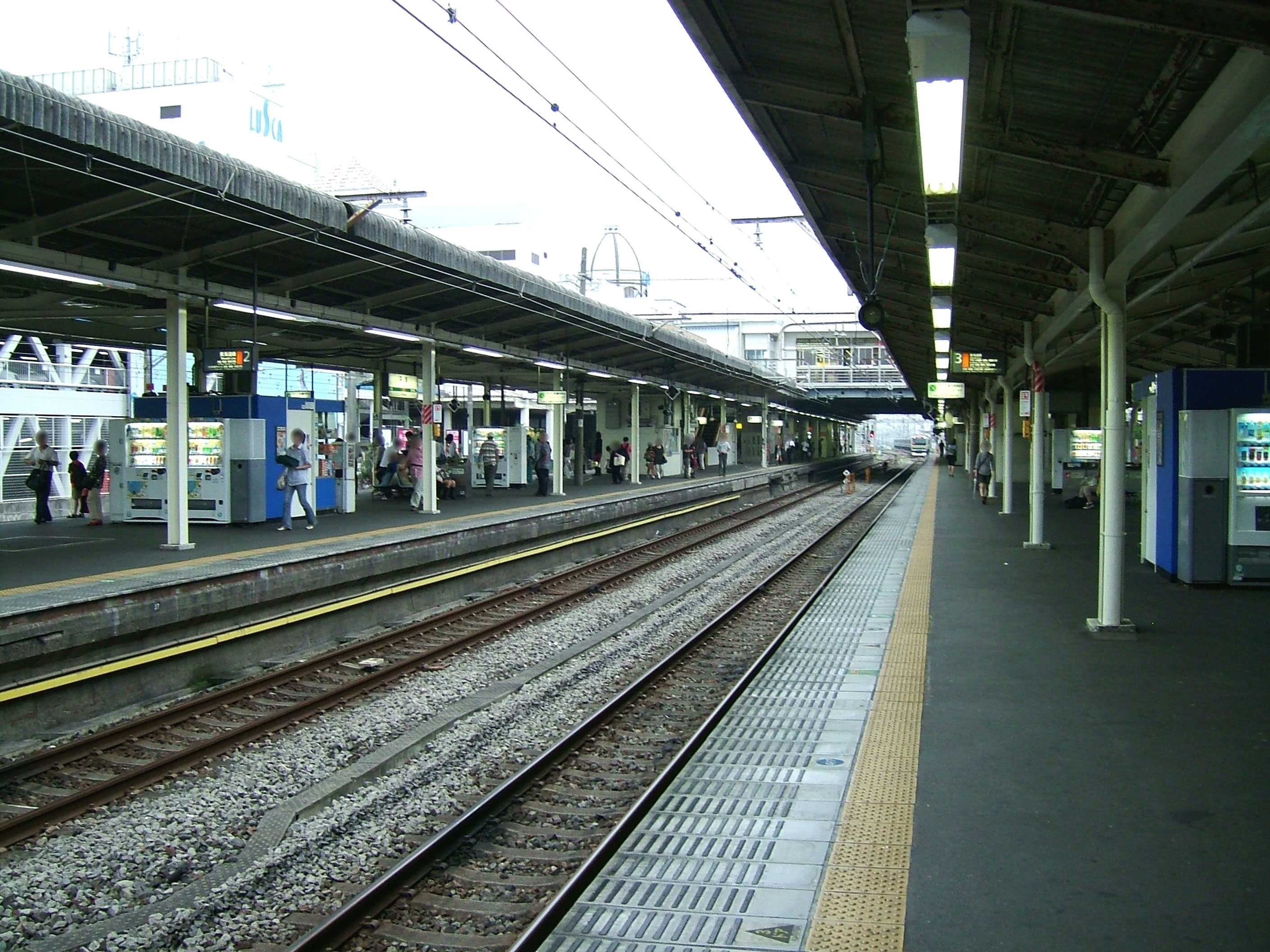
Vue des quais

  - voies 1 et 2 : direction Yokohama, Shinagawa, Tokyo et Ōmiya
  - voies 3 et 4 : direction Odawara et Atami
- Ligne Shōnan-Shinjuku :
  - voie 1 et 2 : direction Yokohama, Shinjuku et Ōmiya